# Sancho I de Vasconia
Sancho I López o Lupus Sanctulus (también Lupo o Lope; en euskera: Antso Otsoa, en francés: Sanche I.er Loup, en gascón: Sans Lop) fue Duque de Vasconia entre 801 y 812.
Su origen familiar no está claramente recogido en las crónicas, pero debido a la onomástica, posición política y cronología, todo indica que era, si no el hijo, sí el heredero del duque Lope II. En todo caso, todo indicaría que las familias de los duques vascones estaban emparentadas.
Sancho aparece por primera vez en los registros históricos como Lupus Sancho, «dux de los vascones». Esto apuntaría a que con toda probabilidad se tratara de un cabecilla vasco. El mismo estuvo a cargo de las fuerzas vascas que acompañaron al hijo del emperador Carlomagno, Luis el Piadoso, en el asedio y reconquista de Barcelona en 801. Ermoldo Niger le celebra en un poema como el nutritus ('ahijado') del emperador franco, lo cual podría ser indicativo de haber sido criado en la Corte de Aquisgrán como rehén de algún noble vasco. Esto ha llevado a especulaciones, que podrían vincularle como enviado «afrancesado» de Carlomagno para someter a los vascones a una política imperial francófila y ser nominado su duque.
Sancho López fue probablemente hermano de Centolio Lupus, Seguin o Scemen I y Garseand (Garcea). Además se les supone hermanos de Munia de Álava, madre de Alfonso II de Asturias. Fue el padre de Aznar, Dhuoda y Sancho II. Es posible que Sancha, esposa del conde Emenón, fuese también su hija o nieta. Sancho murió en algún momento tras 812, y fue sucedido como duque de Vasconia por su hermano Seguín I (Scemen o Ximen I).